# Tenisový areál Štvanice
Tenisový areál Štvanice je české tenisové sportoviště na ostrově Štvanice v srdci Prahy, které patří k nejvýznamnějším místům české tenisové historie. Centrální dvorec patří Českému tenisovému svazu, kapacitu má 8000 diváků. Ostatní kurty pak patří nejstaršímu tenisovému klubu v zemi I. ČLTK, který zde sídlí již od roku 1901. V areálu je také deset venkovních kurtů, šest krytých dvorců, bazén, fitness-centrum, sauna, restaurace s terasou a golfový simulátor. Areál má tradici v pořádání turnajů Prague Open v rámci ATP Tour, WTA Tour či ITF Tour.

## Historie
Již na sklonku 16. století zde probíhaly střelecké závody na sádrové holuby. Poté na ostrově vznikla dřevěná aréna v níž psi hnali, doslova "štvali", různou zvěř (jeleny), býky, medvědy a jiná zvířata, pro zábavu přihlížejících. Zákaz této činnosti vydal v roce 1802 rakouský císař František I. Ostrovu však již zůstal název Štvanice.
Pražský vltavský Ostrov Štvanice sloužil od počátku v převážné míře pro oddech, zábavu, rekreaci a sport Pražanů. Kromě prvního českého tenisového klubu, který sem přesídlil roku 1901, zde bývalo veřejné koupaliště, později i známý zimní stadion a další sportoviště.
Na Štvanici se odehrálo první mistrovství Československa v tenise roku 1920. Tituly obdrželi hráči I. ČLTK L. Žemla ve dvouhře a s J. Justem ve čtyřhře, v ženách pak ve dvouhře Waffková. Areál posléze hostil první utkání na československé půdě v Davisově poháru, kdy soupeřem našich reprezentantů byla Belgie. Toto utkání se odehrálo v roce 1921, kde naši hráči ve složení Žemla, Just, Ardelt prohráli 2:3. Roku 1926 byla dokončena výstavba centrálního dvorce. Byl v bezprostřední blízkosti Negrelliho viaduktu. Původní tenisový areál měl čtyři kurty a jeden dřevěný centrální dvorec s provizorními tribunami. Jeho součástí byla i restaurace s verandami a klubovnou. Tenisový areál byl, mimo jiné, velice proslulý zejména svojí neobvyklou ostrovní polohou v těsné blízkosti rušné železniční trati, po které kdysi jezdily dýmající, syčící a houkající parní lokomotivy. Hrálo zde mnoho hvězd světového tenisu a štvanický areál byl místem řady utkání mužské týmové soutěže v Davisově poháru.

### Po rekonstrukci

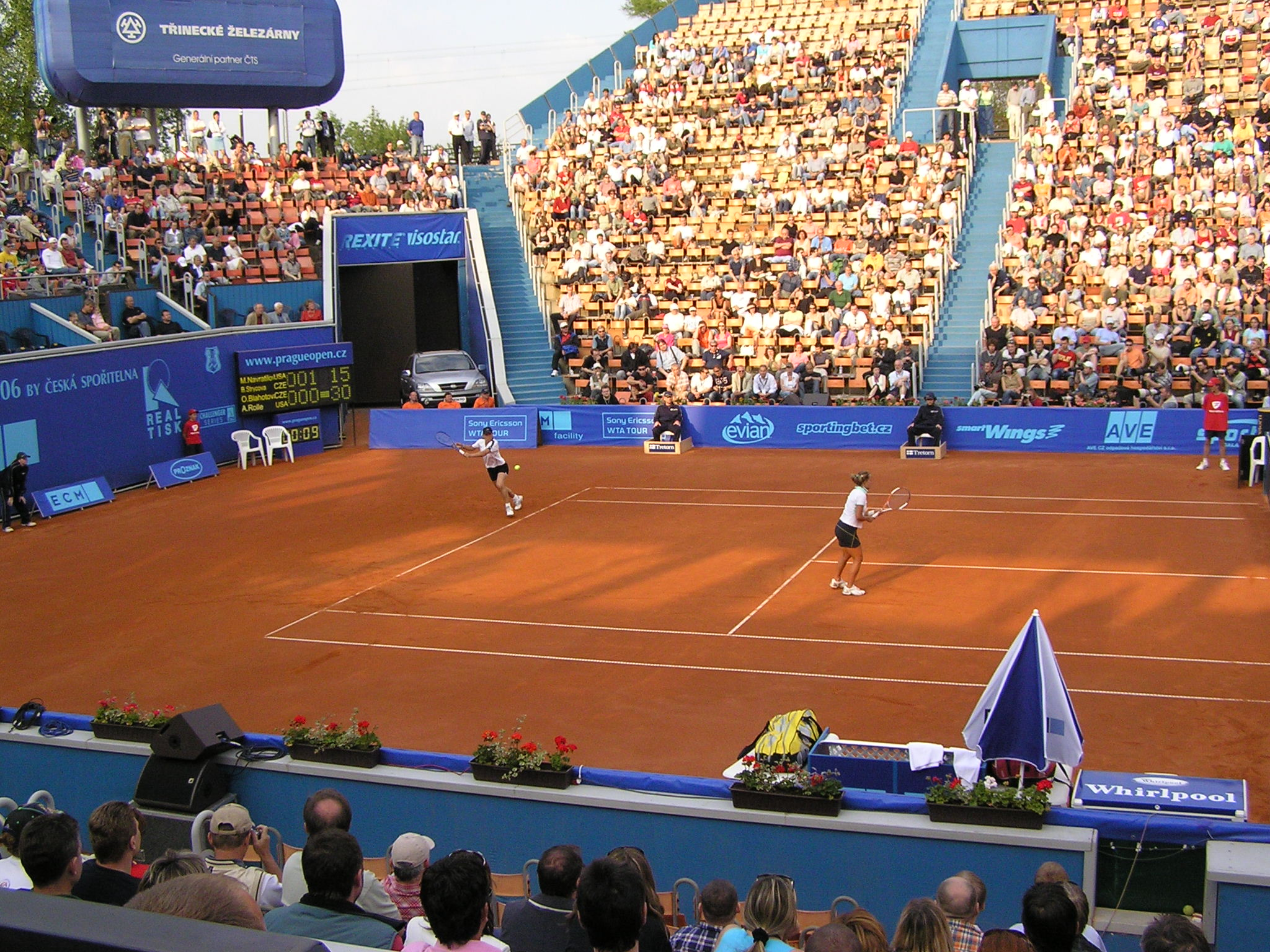
Martina Navrátilová během ECM Prague Open 2006 na Štvanici

Původní areál dosloužil v roce 1983 v důsledku výstavby Pražského metra, kdy byl demolován. Na jeho místě pak v roce 1986 vyrostl nový moderní antukový dvorec s kapacitou 8000 diváků, který je vystavěn z betonových panelů. Dále se zde nachází deset otevřených antukových dvorců (tři z nich mají umělé osvětlení), šest krytých dvorců (z toho čtyři s umělým povrchem a dva antukové). Součástí areálu je také fitness-centrum, bazén se saunou, restaurace a golfový simulátor. Prvním provozním ředitelem areálu byl jmenován Jan Kodeš.
Areál byl znovuotevřen v roce 1986, kdy zde proběhlo finále ženské týmové soutěže Fed Cupu (tehdejší název byl Pohár federace). Americké tenistky spolu s Martinou Navrátilovou v něm porazily československý tým. Areál má tradici v pravidelném pořádání turnajů v rámci tenisových okruhů, dříve Grand Prix, dnes ATP Tour, WTA Tour či ITF.
V roce 2002 areál utrpěl značné škody (ostatně jako celý Ostrov Štvanice) kvůli katastrofální povodni na řece Vltavě. Celková škoda byla odhadnuta na 100 až 120 miliónů korun.
Centrální dvorec patří Českému tenisovému svazu, kurty pak klubu I. ČLTK. Český tenisový svaz by v budoucnu rád celý tenisový areál znovu přestavěl a kompletně zastřešil.
V roce 2013 došlo na centrálním dvorci ke změně povrchu. Původní antuka byla vyměněna za tvrdý povrch.

## Kurty
| Dvorec                  | Dvorec           | Otevřen | Povrch | Kapacita | Střecha |
| ----------------------- | ---------------- | ------- | ------ | -------- | ------- |
| Koloseum Kurt           | Koloseum Kurt    | 1986    | beton  | 8 000    | není    |
| Kurt Jaroslava Drobného | John Cain Arena  | 1986    | antuka | 800      | není    |
| Kurty 2, 3, 4           |                  | 1986    | antuka | 386      | není    |
| Kurty 5, 6, 7, 8        | Kurty 5, 6, 7, 8 | 1986    | antuka | -        | není    |
| Kurt 9                  | Kurty 5, 6, 7, 8 | 1986    | beton  | -        | není    |
| Východní Kurty          | Východní Kurty   | 1986    | antuka | -        | není    |